# Peter Ingemann (journalist)
 Ikke at forveksle med Peter Ingemann (musiker).
Peter Ingemann Rasmussen (født 1. februar 1973 i Ry) er en dansk journalist, tv-vært og forfatter. Han blev kendt som vært på Hammerslag, og har siden været vært på en række forskellige programmer, heriblandt de to første sæsoner af Den store bagedyst.

## Baggrund
Peter Ingemann Rasmussen blev født den 1. februar 1973 i Ry. Ingemann er søn af Preben Rasmussen og Anne. Faren "tjente rigtig mange penge" i begyndelsen af 1970'erne, og han købte den store gård Sjølund uden for Ry. Færdigrenoveret blev den i 1973, med hvad der dengang blev betegnet som landets største private pool. Forældrene blev skilt i juni 1983, hvilket der sidenhen kom en retssag ud af. Det endte med, at Ingemanns søster boede hos moren, mens Ingemann på skift boede ved sin far og mor. I oktober 1988 kørte faren en bil ud foran et tog, der skulle fra Silkeborg til Aarhus, uden at nogen kom til skade.
Ingemanns familiehistorie kom der i 2010 selvbiografien Ingemanns land – Et familiedrama ud af.
Peter er gift med Trine, med hvem han har døtrene Marie og Caroline.

## Karriere

### Opstart på journalistkarriere og Danmarks Radio (-2013)
Efter gymnasiet drog han til München, hvor han en overgang var ansat i lufthaven til at pakke varer. Sidenhen blev han ansat på et slagteri, hvor tillidsmanden på slageriet inspirerede ham til at komme på Esbjerg Mediehøjskole. Der var sidenhen en lærer herfra, der inspirerede ham til at søge ind på journalisthøjskolen. Ingemann blev uddannet som journalist fra Danmarks Journalisthøjskole i 2001.
Han blev herefter ansat ved DR i Aarhus. Han blev i 2004 spurgt om, hvorvidt han ville overtage værtsrollen på Hammerslag fra Frode Munksgaard. I 2010 havde programmet gennemsnitligt set 900.000 seere pr. afsnit. Han har også medvirket på programmer som Rene ord for pengene og Guld og grønne skove.

### TV 2 (2013-)
Han skiftede i februar 2013 til TV 2, hvor han skulle stå i spidsen for nye og originale programmer, som havde sit udgangspunkt vest for Storebælt. Programmerne skulle blandt være til hovedkanalen og til TV 2 Fri. Den nye aftale gjaldt fra 1. august 2013, hvor Ingemanns forpligtelser for DR ophørte. Han sagde ja til den nye kontrakt, blot en time efter han var blevet tilbudt den. Han fortalte i den forbindelse, at "[d]et var på én gang en meget nem og en meget svær beslutning".
Det første program for Ingemann på TV 2 var Nybyggerne, hvis præmis er "[a]t færdigbygge og indrette hver deres typehus så spændende og kreativt som overhovedet muligt på et begrænset budget og på bare ni uger".
Serien Størst startede i september 2014 med Peter Ingemann som vært, der er et program om store ting verden over, såsom krydstogtskibe, restauranter og bygninger. I marts 2016 blev det offentliggjort, at Ingemann stoppede med at være vært på Beliggenhed, beliggenhed, beliggenhed grundet travlhed med Størst, hvor Christian Borregaard i stedet overtog. Han var heller ikke vært på sæson 4 af Nybyggerne, hvor Puk Elgård i stedet overtog, da det ikke passede med produktionsplanlægningen for Størst.
I sommeren 2018 optog han programmet Ingemann og Vestkysten, hvor han på knallerten Puch Monza Juvel fra 1979 kørte fra Skagen i nord til den danske grænse i syd på 25 dage. Knallerten var en kopi af den samme knallert, som han havde ejet som ung. Det blev til samlet 1064 kilometer, og serien blev sendt fra marts til april 2019. I samme serie blev der optaget en serie på syv afsnit med titlen Ingemann, Fyn og Lolland-Falster i sommeren 2020, hvor blandt andre Jim Lyngvild blev besøgt. Denne serie blev sendt i foråret 2021.

## Filmografi
- Hammerslag (2004-2013) - vært
- Aftenshowet (2008-2019) - 14 afsnit, sig selv
- Bingoland (2010) - sig selv
- Spise med Price (2010) - "Den sidste nadver", sig selv
- Den store bagedyst (2012-2013) - vært
- Nybyggerne  (2013) - vært
- Størst (2014-2024) - vært
- Go' morgen Danmark  (2015-2017) - 4 afsnit, sig selv
- Natholdet (2018) - 1 episode, medvært
- Ingemann og Vestkysten (2018) - vært
- Ingemann og Hovedstaden (2020) - vært
- Fuld af Danmark (2020) - Sig selv
- Ingemann, Fyn og Lolland-Falster (2021) - vært
- Rene ord for pengene
- Guld og grønne skove
- Beliggenhed, beliggenhed, beliggenhed
- Ingemann - Hitler, Stalin og Churchill
- Ingemann og Kongerækken (2022)
- Ingemann og Besættelsen (2020)
- Ingemann og Østkysten (2024) - vært